# 富山県フットボールリーグ
富山県フットボールリーグ（とやまけんフットボールリーグ）とは、全国の各都道府県にあるサッカーの都道府県リーグのひとつ。富山県のクラブチームが参加するリーグである。

## 概要
富山県フットボールリーグは2部で構成される（2025年）。2024年までは3部制であった。
- 1部（8チーム）
  - 1回戦総当たりで行われる。試合時間は90分。
- 2部（10チーム）
  - 1回戦総当たりで行われる。試合時間は80分。

また、昇格を目指さないリーグとして3部DREAMリーグが存在する。
各部の構成チーム数は設立・活動休止及び北信越フットボールリーグとの昇降格により年度ごとに変動する。

### 昇格・降格について
- 1部の1位は北信越チャレンジリーグの参加権を得る。同大会上位2位で北信越フットボールリーグ2部に昇格。
- 1部7位・8位は2部に自動降格。2部1位・2位は1部に自動昇格。

## 参加チーム（2025年）

### 1部
- ヴァリエンテ富山
- JOGANJI富山
- Libertad FC
- ジョカトーレ高岡SC
- 維新クラブ
- 不二越サッカー部
- 富山教員SC
- 富山県庁サッカー部

### 2部
- 富山フェニックスFC
- 北電クラブ
- FCプリマヴェーラ入善
- WINS F.C
- 富山クラブ
- ヘルサたかおか
- ヴォルティスOYABE
- FC BAN'S
- FCサザン
- 八尾SELFISH

## 1部リーグ歴代優勝クラブ
※北信越リーグ昇格チームは太字で表記
| - 第1回（1973年）YKKサッカー部 - 第2回（1974年）YKKサッカー部（2位：富山クラブ） - 第3回（1975年）ホクセイアルミ - 第4回（1976年）魚津クラブ - 第5回（1977年）魚津クラブ - 第6回（1978年）西友クラブ - 第7回（1979年）西友クラブ - 第8回（1980年）西友クラブ - 第9回（1981年）小矢部クラブ - 第10回（1982年）小矢部クラブ - 第11回（1983年）砺波クラブ - 第12回（1984年）小矢部クラブ - 第13回（1985年）小矢部クラブ - 第14回（1986年）砺波クラブ - 第15回（1987年）魚津クラブ - 第16回（1988年）小矢部クラブ - 第17回（1989年）砺波クラブ - 第18回（1990年）小矢部クラブ - 第19回（1991年）砺波クラブ - 第20回（1992年）北陸電力サッカー部 | - 第21回（1993年）魚津クラブ - 第22回（1994年）高岡K1クラブ - 第23回（1995年）富山新庄クラブ - 第24回（1996年）西友クラブ - 第25回（1997年）立山ベアーズ - 第26回（1998年）西友クラブ - 第27回（1999年）ヴァリエンテ富山 - 第28回（2000年） FC.TONAMI - 第29回（2001年） FC.JUPITER - 第30回（2002年）不二越サッカー部 - 第31回（2003年）ジョカトーレ高岡 - 第32回（2004年）富山新庄クラブ - 第33回（2005年）立山ベアーズ - 第34回（2006年）ジョカトーレ高岡 - 第35回（2007年）立山ベアーズ - 第36回（2008年）ジョカトーレ高岡 - 第37回（2009年）富山新庄クラブ - 第38回（2010年）富山新庄クラブ - 第39回（2011年）FC. VIENTO - 第40回（2012年）富山フェニックスFC | - 第41回（2013年）ジョカトーレ高岡 - 第42回（2014年）富山フェニックスFC - 第43回（2015年）ジョカトーレ高岡 - 第44回（2016年）富山フェニックスFC - 第45回（2017年）ジョカトーレ高岡 - 第46回（2018年）ヴァリエンテ富山 - 第47回（2019年）UOZU FC JUPITER - 第48回（2020年）UOZU FC JUPITER - 第49回（2021年）エヌスタイル - 第50回（2022年）Libertad FC - 第51回（2023年）ヴァリエンテ富山 - 第52回（2024年）JOGANJI富山 |

## 1部リーグ歴代成績
| 回 | 年度 | 優勝               | 2位                  | 3位                    | 4位                  | 5位                | 6位                  | 7位                | 8位                  | 9位             | 10位            |
| -- | ---- | ------------------ | -------------------- | ---------------------- | -------------------- | ------------------ | -------------------- | ------------------ | -------------------- | --------------- | --------------- |
| 25 | 1997 | 立山ベアーズ       | 西友クラブ           | 富山新庄クラブ         | FC.TONAMI            | 高岡K1クラブ       | 北部クラブ           | 富山クラブ         | 小矢部クラブ         | ケンセイFC      |                 |
| 26 | 1998 | 西友クラブ         | 立山ベアーズ         | 高岡K1クラブ           | FC.TONAMI            | 富山新庄クラブ     | 三郷クラブ           | 北部クラブ         | 鷹施OB.FC            | 富山クラブ      | 小矢部クラブ    |
| 27 | 1999 | ヴァリエンテ富山   | 立山ベアーズ         | 北部クラブ             | 高岡K1クラブ         | 不二越             | ケンセイFC           | FC.TONAMI          | 三郷クラブ           | 鷹施OB.FC       | 富山新庄クラブ  |
| 28 | 2000 | FC.TONAMI          | 高岡K1クラブ         | 立山ベアーズ           | 北部クラブ           | 雷鳥クラブ         | ケンセイFC           | 不二越             | FC.JUPITER           | 三郷クラブ      |                 |
| 29 | 2001 | FC.JUPITER         | FC.TONAMI            | 立山ベアーズ           | 高岡K1クラブ         | ジョカトーレ高岡   | 三菱レイヨン         | 不二越             | 北部クラブ           | ケンセイFC      | 雷鳥クラブ      |
| 30 | 2002 | 不二越             | FC.TONAMI            | 立山ベアーズ           | ジョカトーレ高岡     | FC.VIENTO          | 北部クラブ           | 高岡K1クラブ       | 富山新庄クラブ       | 三菱レイヨン    | FC.JUPITER      |
| 31 | 2003 | ジョカトーレ高岡   | 富山新庄クラブ       | FC.GENIOS TONAMI       | FC.VIENTO            | 立山ベアーズ       | 北部クラブ           | 高岡K1クラブ       | 不二越               | 雷鳥クラブ      | ケンセイFC      |
| 32 | 2004 | 富山新庄クラブ     | 不二越               | 立山ベアーズ           | 雷鳥クラブ           | FC.GENIOS TONAMI   | FC.VIENTO            | 北部クラブ         | 高岡K1クラブ         |                 |                 |
| 33 | 2005 | 立山ベアーズ       | 不二越               | FC.VIENTO              | 雷鳥クラブ           | FC.GENIOS TONAMI   | 滑川クラブ           | 北部クラブ         | FC.JUPITER           |                 |                 |
| 34 | 2006 | ジョカトーレ高岡   | FC.VIENTO            | 雷鳥クラブ             | 立山ベアーズ         | 不二越             | 滑川クラブ           | ケンセイFC         | FC.GENIOS TONAMI     | 水橋FC          |                 |
| 35 | 2007 | 立山ベアーズ       | ジョカトーレ高岡     | FC.VIENTO              | 滑川クラブ           | 雷鳥クラブ         | ケンセイFC           | 不二越             | FC.GENIOS TONAMI     |                 |                 |
| 36 | 2008 | ジョカトーレ高岡   | 富山新庄クラブ       | 立山ベアーズ           | 雷鳥クラブ           | FC.VIENTO          | 富山フェニックスFC   | 滑川クラブ         | 不二越               | ケンセイFC      |                 |
| 37 | 2009 | 富山新庄クラブ     | 富山フェニックスFC   | ジョカトーレ高岡       | 水橋FC               | 立山ベアーズ       | FC.VIENTO            | 不二越             | 滑川クラブ           | 雷鳥クラブ      | UOZU FC.JUPITER |
| 38 | 2010 | 富山新庄クラブ     | ジョカトーレ高岡     | 富山フェニックスFC     | 立山ベアーズ         | FC.VIENTO          | 滑川クラブ           | 不二越             | 富山クラブ           | FC.FORTE        | 水橋FC          |
| 39 | 2011 | FC.VIENTO          | ジョカトーレ高岡     | 立山ベアーズ           | 富山フェニックスFC   | 富山クラブ         | 滑川クラブ           | UOZU FC.JUPITER    | 不二越               | 雷鳥クラブ      |                 |
| 40 | 2012 | 富山フェニックスFC | ジョカトーレ高岡     | FC Deportista          | FC.VIENTO            | 滑川クラブ         | 立山ベアーズ         | 富山クラブ         | 三菱レイヨン         |                 |                 |
| 41 | 2013 | ジョカトーレ高岡   | Libertad fc          | 富山フェニックスFC     | FC.VIENTO            | 立山ベアーズ       | FC Deportista        | 雷鳥クラブ         | 富山クラブ           |                 |                 |
| 42 | 2014 | 富山フェニックスFC | ジョカトーレ高岡     | Libertad fc            | FC Deportista        | FC.VIENTO          | 雷鳥エヌスタイル     | 立山ベアーズ       | 不二越               |                 |                 |
| 43 | 2015 | ジョカトーレ高岡   | 富山フェニックスFC   | 雷鳥エヌスタイル       | FC.VIENTO            | UOZU FC.JUPITER    | Libertad fc          | 富山教員           | FC Deportista        |                 |                 |
| 44 | 2016 | 富山フェニックスFC | FCプリマヴェーラ入善 | UOZU FC.JUPITER        | 雷鳥エヌスタイル     | ジョカトーレ高岡   | FC.VIENTO            | Libertad fc        | 北電クラブ           |                 |                 |
| 45 | 2017 | ジョカトーレ高岡   | ヴァリエンテ富山     | 富山教員SC             | FCプリマヴェーラ入善 | 富山フェニックスFC | UOZU FC.JUPITER      | 雷鳥エヌスタイル   | FC.VIENTO            | 富山医薬大      |                 |
| 46 | 2018 | ヴァリエンテ富山   | UOZU FC.JUPITER      | Libertad FC            | FCプリマヴェーラ入善 | ジョカトーレ高岡   | 富山教員SC           | 富山フェニックスFC | 富山クラブ           |                 |                 |
| 47 | 2019 | UOZU FC.JUPITER    | 富山教員SC           | Libertad FC            | ヴァリエンテ富山     | OYABE FC           | FCプリマヴェーラ入善 | ジョカトーレ高岡   | FC.VIENTO            |                 |                 |
| 48 | 2020 | UOZU FC.JUPITER    | ヴァリエンテ富山     | Libertad FC 維新クラブ |                      |                    |                      |                    |                      |                 |                 |
| 49 | 2021 | エヌスタイル       | ヴァリエンテ富山     | JOGANJI富山            | Libertad FC          | 富山フェニックスFC | 富山教員SC           | 維新クラブ         | FCプリマヴェーラ入善 | UOZU FC.JUPITER | OYABE FC        |
| 50 | 2022 | Libertad FC        | ヴァリエンテ富山     | 富山教員SC             | JOGANJI富山          | 富山フェニックスFC | 維新クラブ           | 不二越             | FCプリマヴェーラ入善 | 富山クラブ      |                 |
| 51 | 2023 | ヴァリエンテ富山   | JOGANJI富山          | Libertad FC            | ジョカトーレ高岡     | 富山フェニックスFC | 維新クラブ           | 富山教員SC         | 北電クラブ           |                 |                 |
| 52 | 2024 | JOGANJI富山        | ヴァリエンテ富山     | 維新クラブ             | Libertad FC          | 不二越             | ジョカトーレ高岡     | 富山フェニックスFC | WINS F.C             |                 |                 |